# Thomas Rekdal
Thomas Grevsnes Rekdal (* 16. März 2001 in Wetteren, Belgien) ist ein norwegischer Fußballspieler. Der zentrale Mittelfeldspieler steht bei Odds BK unter Vertrag und ist norwegischer Nachwuchsnationalspieler.

## Hintergrund
Thomas Rekdals Vater Sindre war selbst Fußballprofi und spielte von 1998 bis Ende 2002 in Belgien für Eendracht Aalst und als Leihe bei Eendracht Hekelgem. Während dieser Zeit kam Thomas zur Welt, der in Wetteren, zwischen Gent und Aalst gelegen, das Licht der Welt erblickte. Auch sein Onkel Kjetil war Fußballprofi und brachte es auch zu Einsätzen für die norwegische Nationalmannschaft, mit der er an der Fußball-Weltmeisterschaft 1998 in Frankreich teilnahm. Auch bei der Fußball-Weltmeisterschaft 1994 in den Vereinigten Staaten und bei der Fußball-Europameisterschaft 2000 in den Niederlanden und Belgien war Kjetil mit von der Partie. Genauso ist auch Thomas Rekdals Bruder Markus Fußballer, der in Deutschland zuletzt für den 1. Göppinger SV auflief.

## Karriere

### Verein
Thomas Rekdal begann mit dem Fußballspielen bei Skogstrand Idrettslag in Fredrikstad, einer Stadt mit 82.000 Einwohnern, und wechselte später innerhalb Fredrikstads in die Jugend von Fredrikstad FK. Am 4. Juni 2017 debütierte er im Alter von 16 Jahren in einer Profiliga, als er bei einer 1:4-Niederlage in der OBOS-ligaen, der zweiten norwegischen Liga, in der 82. Minute für Kristian Brixen eingewechselt wurde. Kam Rekdal in der Saison 2017 zu 7 Kurzeinsätzen, eroberte er sich in der folgenden Saison nach dem Zweitligaabstieg von Fredrikstad FK in der PostNord-ligaen Avd.1, der dritthöchsten norwegischen Spielklasse, einen Stammplatz und stieg mit seinem Verein umgehend in die OBOS-ligaen auf. In dieser Saison wurde er zum Talent des Jahres in der PostNord-ligaen gekürt. Daraufhin, im Januar 2019, folgte der Sprung ins Ausland, als sich Thomas Rekdal in Deutschland dem FSV Mainz 05 anschloss, wo er in den Kader der zweiten Mannschaft integriert wurde. Anfänglich zu zwei Kurzeinsätzen in der viertklassigen Regionalliga Südwest gekommen, pendelte Rekdal in der Saison 2019/20, seiner ersten vollen Saison bei den Nullfünfern, zwischen Startelf und Ersatzbank. Die Saison musste wegen der COVID-19-Pandemie abgebrochen werden. Zur Saison 2021/22 wechselte er zur zweiten Mannschaft des VfB Stuttgart, die ebenfalls in der Regionalliga Südwest spielte. Zur Saison 2022/23 wechselte er zurück in seine norwegische Heimat zu Odds BK.

### Nationalmannschaft
Thomas Rekdal absolvierte im Jahr 2016 4 Spiele für die norwegische U15-Nationalmannschaft, allesamt Freundschaftsspiele, im Jahr 2017 waren es 15 absolvierte Partien für die U16-Junioren. Mit Norwegens U17-Auswahl, für die Rekdal im Jahr 2018 in 13 Spielen auflief (4 Tore), nahm er an der U-17-Fußball-Europameisterschaft 2018 in England teil und erreichte als Gruppensieger das Viertelfinale, in der die Norweger gegen den Gastgeber ausschieden. Im Jahr 2019 absolvierte er 12 Partien für die norwegische U18-Nationalmannschaft, die allesamt Freundschaftsspiele waren, und schoss dabei 2 Treffer. Außerdem war er Kapitän der U19-Nationalmannschaft und steht im Kader der U21-Nationalmannschaft.